# Srijemski Karlovci (općina)
Općina Srijemski Karlovci (srpski:oпштина Сремски Карловци) je jedna od općina u Republici Srbiji. Nalazi se u AP Vojvodini i spada u Južnobački okrug. Po podacima iz 2004. općina zauzima površinu od 51 km² (od čega na poljoprivrednu površinu otpada 2496 ha).
Centar općine je grad Srijemski Karlovci. Općina Srijemski Karlovci se sastoji od 1 naselja. Po podacima iz 2002. godine u općini je živjelo 8839 stanovnika. Po podacima iz 2004. prirodni priraštaj je iznosio -6,5‰, a broj zaposlenih u općini iznosi 810 ljudi. U općini se nalazi 1 osnovna i 1 srednja škola.